# Édouard Onslow (peintre)
Ne doit pas être confondu avec Edward Onslow.
Pour les articles homonymes, voir Onslow.
Édouard Onslow, à l'état-civil Amable-Thaurin Achille Onslow, est un peintre français régionaliste, né le 29 octobre 1830 à Blesle et décédé le 28 novembre 1904 à Saint-Flour (Cantal).

## Biographie
Édouard Onslow est le sixième et dernier enfant de Maurice Onslow, officier de la Garde du corps du roi (de France), et de Clarisse Bec du Treuil, et le petit-fils de Edward Onslow, personnalité issue de l'aristocratie britannique installée en Auvergne, auquel il empruntera son nom d'artiste. Il naît le 23 mars 1830 à Blesle (Haute-Loire) et y passe son enfance.
Vers 1850, il s'inscrit aux Beaux-Arts à Paris où il sera l'élève de Léon Cogniet. Il y apprend le souci de la perfection technique et de l'équilibre dans la composition. En 1860, il rentre dans sa ville natale puis, en 1861, il s'installe à Saint-Flour. Bien qu'il ait acquis deux maisons contiguës à proximité, il préfère bénéficier de l'ambiance familiale du foyer de sa sœur Gabrielle qui a épousé le baron Claude Gillet d'Auriac. De 1862 à 1886, les listes électorales le mentionnent résidant place de la Rivière, dans un quartier idéal pour observer et peindre de nombreuses scènes de genre. Le 30 mai 1895, sa sœur, la baronne Gabrielle d'Auriac, décède. Il semble qu'il choisisse alors de vivre comme pensionnaire à l'auberge Ramay où il s'éteint le 28 novembre 1904.

## Style
Édouard Onslow sera ballotté entre le romantisme et le néo-classicisme naissants. D'une exécution très fine et détaillée, sa production  picturale est révélatrice de cette ambivalence, passant d'une forme de classicisme quand il traite des portraits ou des scènes religieuses, à un style plutôt romantique quand il s'agit de scènes de genre et de paysages. Il admire particulièrement les peintres paysagistes flamands du XVIIe siècle.

## Œuvres
Plusieurs toiles d’Édouard Onslow sont exposées au musée de la Haute-Auvergne à Saint-Flour. Une toile dépeignant les adieux de Louis XVI à sa famille est également exposée au musée d'Art et d'Histoire Alfred-Douët, à Saint-Flour.

## Exposition
Depuis 2004, Marie-Claire et Dominique Barrès proposent 12 place Onslow à Blesle une exposition artistique autour d’œuvres picturales d’Édouard Onslow.

## Sources
- Ressources relatives aux beaux-arts :   - Bridgeman Art Library
  - Musée d'Orsay
- Notices d'autorité :   - VIAF
  - ISNI
  - BnF (données)
  - IdRef
  - LCCN
  - GND
  - WorldCat
- Informations fournies par les notices du musée de la Haute-Auvergne.